# Noblella lochites
Noblella lochites är en groddjursart som först beskrevs av Lynch 1976.  Noblella lochites ingår i släktet Noblella och familjen Strabomantidae. Inga underarter finns listade i Catalogue of Life.
Denna groda har spetsiga fingrar och tår. Huvudet och ovansidan är gråbruna och undersidan har en ljusgrå färg. Ibland finns en rödbrun strimma längs ryggens topp. Typisk är två mörka punkter vid ljumsken och mörkbruna strimmor på armarna. Öronen är full utvecklade. Den femte tån är inte tydlig kortare än de andra tårna. Exemplaren blir upp till 15 mm långa.
Arten förekommer i Anderna i sydöstra Ecuador och i angränsande områden av Peru. Den vistas i regioner mellan 900 och 1820 meter över havet. Grodan lever i olika slags skogar och den hittas ofta på marken bland lövskiktet och rötter som är täckta av mossa. Hos arten finns inget grodyngel.
Beståndet hotas av gruvdrift och av vattenföroreningar. Populationen påverkas i viss mån av jordbruk. IUCN kategoriserar arten globalt som starkt hotad.